# Сельское поселение Усть-Алексеевское
Сельское поселение Усть-Алексеевское — упразднённое сельское поселение в составе Великоустюгского округа Вологодской области.
Центр — село Усть-Алексеево. В рамках организации местного самоуправления Великоустюгский район преобразован в муниципальный округ, в связи с чем все сельские поселения округа упразднены и разделяются на территориальные отделы.
Население территориального отдела по данным переписи 2010 года — 1159 человек, оценка на 1 января 2012 года — 1103 человека, оценка фактически проживающих граждан на 2023 год — 1145 человек.

## История
Усть-Алексеевский сельсовет был образован в 1924 году в составе одноимённого района.
В селе Усть-Алексеево размещались районные службы: райком ВКП(б), райисполком, отдел милиции, суд, прокуратура, государственный банк.
В 1959 году усть-Алексеевский район был присоединён к Великоустюгскому району, районные службы были переведены в Великий Устюг. В то же время к Усть-Алексеевскому сельсовету были присоединены Нижнеюгский и Нижневарженский сельсоветы.
В 1999 году был утверждён список населённых пунктов Вологодской области. Согласно этому списку в состав Усть-Алексеевского сельсовета входили 32 населённых пункта.
В 2001 году были упразднены деревни Облупинский Починок, Осиево, Тихоново.
1 января 2006 года в соответствии с Федеральным законом № 131 «Об общих принципах организации местного самоуправления в Российской Федерации» Усть-Алексеевский сельсовет преобразован в сельское поселение.
Законом Вологодской области от 29 мая 2017 года № 4147-ОЗ были преобразованы, путём их объединения, сельские поселения Верхнешарденгское и Усть-Алексеевское — в сельское поселение Усть-Алексеевское с административным центром в селе Усть-Алексеево.

## Экономика
В 1930-х годах на территории сельсовета образовывались колхозы, которые позже были объединены в колхоз «Путь Октября». В 1970 году на его базе был создан совхоз «Усть-Алексеевский».
На территории сельского поселения расположены: Усть-Алексеевский дом культуры, Усть-Алексеевский детский сад «Незабудка», отделение Сбербанка, почтовое отделение, ОАО «Усть-Алексеевский льнозавод», три библиотеки, Усть-Алексеевская районная больница № 2, подстанция ОАО «Вологдаэнерго», ООО «ЖКО села Усть-Алексеево», потребительское общество «Кооппром», районное потребительское общество, дорожный ремонтно-строительный участок, участковый пункт милиции, пожарная часть, Усть-Алексеевский лесхоз, АЗС-2 ОАО «Устюгсельхозхимия», узел электросвязи. Индивидуальные предприниматели занимаются заготовкой и переработкой древесины, торговлей.

## Известные жители
Двое жителей сельсовета, сражавшихся на полях Великой Отечественной войны, были удостоены звания Героя Советского Союза — Николай Иванович Меркурьев и Пётр Михайлович Норицын.

## Населённые пункты
С 2020 года в состав сельского поселения входят 47 населённых пунктов, в том числе
2 села и
45 деревень, из них 24 нежилых.
Фактическое население населённых пунктов Усть-Алексеевского территориального отдела на 2023 год можно узнать на сайте администрации Великоустюгского округа.
| Населённый пункт               | ОКАТО          | Рег. номер | Расстояние до районного центра, км | Расстояние до центра поселения, км | Индекс | Координаты                      |
| ------------------------------ | -------------- | ---------- | ---------------------------------- | ---------------------------------- | ------ | ------------------------------- |
| деревня Аксеновский Починок    | 19 214 876 002 | 1249       | 55                                 | 3                                  | 162370 | 60°29′15″ с. ш. 46°28′07″ в. д. |
| деревня Антоново               | 19 214 876 003 | 1250       | 59                                 | 7                                  | 162373 | 60°24′45″ с. ш. 46°32′48″ в. д. |
| деревня Артемовка              | 19 214 876 004 | 1251       | 60                                 | 8                                  | 162370 | 60°31′33″ с. ш. 46°26′01″ в. д. |
| деревня Архангельская Мельница | 19 214 876 005 | 1252       | 54                                 | 2                                  | 162370 | 60°27′14″ с. ш. 46°30′45″ в. д. |
| деревня Белозерово             | 19 214 876 006 | 1253       | 54                                 | 2                                  | 162370 | 60°26′33″ с. ш. 46°29′03″ в. д. |
| деревня Биричево               | 19 214 876 007 | 1254       | 58                                 | 6                                  | 162373 | 60°24′27″ с. ш. 46°31′00″ в. д. |
| деревня Большой Двор           | 19 214 876 008 | 1255       | 60                                 | 8                                  | 162370 | 60°31′38″ с. ш. 46°28′46″ в. д. |
| деревня Бурлево                | 19 214 876 009 | 1256       | 62                                 | 10                                 | 162370 | 60°32′25″ с. ш. 46°26′32″ в. д. |
| деревня Варгалово              | 19 214 876 010 | 1257       | 59,5                               | 7,5                                | 162370 | 60°31′24″ с. ш. 46°26′15″ в. д. |
| деревня Воронино               | 19 214 876 011 | 1258       | 62                                 | 10                                 | 162373 | 60°23′01″ с. ш. 46°32′53″ в. д. |
| деревня Гаврино                | 19 214 876 012 | 1259       | 65                                 | 13                                 | 162370 | 60°34′04″ с. ш. 46°26′27″ в. д. |
| деревня Гольцово               | 19 214 876 013 | 1260       | 56                                 | 4                                  | 162370 | 60°27′07″ с. ш. 46°34′06″ в. д. |
| деревня Горбищево              | 19 214 876 014 | 1261       | 54                                 | 2                                  | 162370 |                                 |
| деревня Дресвище               | 19 214 876 015 | 1262       | 55                                 | 3                                  | 162370 | 60°26′11″ с. ш. 46°29′11″ в. д. |
| деревня Заозерица              | 19 214 876 016 | 1263       | 60                                 | 8                                  | 162370 | 60°31′50″ с. ш. 46°28′38″ в. д. |
| деревня Ивернево               | 19 214 876 017 | 1264       | 62                                 | 10                                 | 162373 | 60°23′44″ с. ш. 46°35′07″ в. д. |
| деревня Кочурино               | 19 214 876 018 | 1265       | 61                                 | 9                                  | 162373 | 60°23′19″ с. ш. 46°33′28″ в. д. |
| деревня Малинники              | 19 214 876 019 | 1266       | 54                                 | 2                                  | 162370 | 60°28′36″ с. ш. 46°27′18″ в. д. |
| деревня Ольховка               | 19 214 876 021 | 1268       | 55                                 | 3                                  | 162370 | 60°27′02″ с. ш. 46°32′45″ в. д. |
| деревня Опалево                | 19 214 876 022 | 1269       | 59                                 | 7                                  | 162370 | 60°31′11″ с. ш. 46°29′04″ в. д. |
| деревня Пожарово               | 19 214 876 024 | 1271       | 58,5                               | 6,5                                | 162373 | 60°24′01″ с. ш. 46°31′52″ в. д. |
| деревня Селиваново             | 19 214 876 025 | 1272       | 60                                 | 8                                  | 162373 | 60°24′27″ с. ш. 46°33′21″ в. д. |
| деревня Скороходово            | 19 214 876 026 | 1273       | 57                                 | 5                                  | 162373 | 60°25′13″ с. ш. 46°29′08″ в. д. |
| деревня Слудка                 | 19 214 876 027 | 1274       | 64                                 | 12                                 | 162370 | 60°33′37″ с. ш. 46°25′58″ в. д. |
| деревня Телячье                | 19 214 876 028 | 1275       | 55                                 | 3                                  | 162370 | 60°26′36″ с. ш. 46°30′59″ в. д. |
| деревня Ульяница               | 19 214 876 031 | 1278       | 57                                 | 5                                  | 162370 | 60°30′27″ с. ш. 46°28′01″ в. д. |
| село Усть-Алексеево            | 19 214 876 001 | 1248       | 52                                 | -                                  | 162370 | 60°27′48″ с. ш. 46°29′37″ в. д. |
| деревня Юшково                 | 19 214 876 032 | 1279       | 59,5                               | 7,5                                | 162373 | 60°24′22″ с. ш. 46°32′13″ в. д. |

Населённые пункты, перешедшие в Усть-Алексеевский территориальный отдел путём упразднения Верхнешарденгского сельского поселения с центром в селе Верхняя Шарденьга:
| Населённый пункт        | ОКАТО          | Рег. номер | Расстояние до районного центра, км | Расстояние до центра поселения, км | Индекс | Координаты                      |
| ----------------------- | -------------- | ---------- | ---------------------------------- | ---------------------------------- | ------ | ------------------------------- |
| деревня Антипово        | 19 214 808 002 | 923        | 49                                 | 3                                  | 162374 | 60°24′56″ с. ш. 46°18′55″ в. д. |
| деревня Бакшеево        | 19 214 808 003 | 924        | 50,5                               | 4                                  | 162374 | 60°24′48″ с. ш. 46°20′35″ в. д. |
| село Верхняя Шарденьга  | 19 214 808 001 | 922        | 46,5                               | —                                  | 162374 | 60°23′45″ с. ш. 46°18′51″ в. д. |
| деревня Выставка        | 19 214 808 004 | 925        | 52                                 | 9                                  | 162374 | 60°21′36″ с. ш. 46°17′48″ в. д. |
| деревня Гора            | 19 214 808 006 | 926        | 50,5                               | 7,5                                | 162374 | 60°20′55″ с. ш. 46°16′23″ в. д. |
| деревня Горбачево       | 19 214 808 005 | 927        | 46                                 | 0,5                                | 162363 | 60°24′03″ с. ш. 46°18′07″ в. д. |
| деревня Жуково          | 19 214 808 007 | 928        | 48                                 | 1,5                                | 162374 | 60°23′02″ с. ш. 46°18′36″ в. д. |
| деревня Загорье         | 19 214 808 008 | 929        | 55                                 | 8,7                                | 162374 | 60°23′34″ с. ш. 46°26′12″ в. д. |
| деревня Истопная        | 19 214 808 009 | 930        | 60,5                               | 14                                 | 162374 | 60°22′09″ с. ш. 46°24′17″ в. д. |
| деревня Касьянка        | 19 214 808 010 | 931        | 53                                 | 10                                 | 162374 | 60°19′30″ с. ш. 46°18′29″ в. д. |
| деревня Москвин Починок | 19 214 808 013 | 934        | 59,5                               | 13                                 | 162374 | 60°20′41″ с. ш. 46°26′07″ в. д. |
| деревня Мурдинская      | 19 214 808 014 | 935        | 48                                 | 2                                  | 162374 | 60°24′26″ с. ш. 46°18′45″ в. д. |
| деревня Осница          | 19 214 808 016 | 937        | 63,5                               | 17                                 | 162374 | 60°18′22″ с. ш. 46°26′36″ в. д. |
| деревня Подвалье        | 19 214 808 017 | 938        | 49,5                               | 3                                  | 162374 | 60°23′10″ с. ш. 46°21′10″ в. д. |
| деревня Подволочье      | 19 214 808 018 | 939        | 50                                 | 7                                  | 162374 | 60°21′11″ с. ш. 46°16′07″ в. д. |
| деревня Ребцово         | 19 214 808 019 | 940        | 49,5                               | 3,5                                | 162374 | 60°25′06″ с. ш. 46°18′53″ в. д. |
| деревня Слободчиково    | 19 214 808 020 | 941        | 47                                 | 1,5                                | 162374 | 60°24′28″ с. ш. 46°18′02″ в. д. |
| деревня Старый Починок  | 19 214 808 021 | 942        | 58,5                               | 12,5                               | 162374 | 60°18′46″ с. ш. 46°11′01″ в. д. |
| деревня Якушино         | 19 214 808 023 | 944        | 58,5                               | 12                                 | 162374 | 60°21′08″ с. ш. 46°26′06″ в. д. |

Населённые пункты, упразднённые 18 января 2001:
| Населённый пункт            | ОКАТО          | Рег. номер | Расстояние до районного центра, км | Расстояние до центра поселения, км |
| --------------------------- | -------------- | ---------- | ---------------------------------- | ---------------------------------- |
| деревня Облупинский Починок | 19 214 876 020 | 1267       | 55                                 | 3                                  |
| деревня Осиево              | 19 214 876 023 | 1270       | 59                                 | 7                                  |
| деревня Тихоново            | 19 214 876 029 | 1276       | 56                                 | 4                                  |

Деревня, упразднённая в 2020 году
| Населённый пункт | ОКАТО          | Рег. номер | Расстояние до районного центра, км | Расстояние до центра поселения, км | Индекс | Координаты |
| ---------------- | -------------- | ---------- | ---------------------------------- | ---------------------------------- | ------ | ---------- |
| деревня Улиткино | 19 214 876 030 | 1277       | 61,5                               | 9,5                                | 162370 |            |